# 오산초등학교 (오산시)
오산초등학교는 대한민국 경기도 오산시에 있는 공립 초등학교이다.

## 학교 연혁
- 1945년 10월 2일 오산국민학교 (일본인 소학교 인수) 개교
- 1950년 5월 8일 제1회 졸업식 거행
- 1985년 3월 5일 오산국민학교 병설유치원 개원
- 1996년 3월 1일 오산초등학교로 교명 개칭
- 2005년 10월 2일 개교 60주년 운동회
- 2006년 11월 30일 경기도교육청 지정 '봉사활동 시범학교' 보고회
- 2008년 10월 26일 CCTV 설치 및 운영
- 2009년 7월 20일 운동장 및 울타리 정비
- 2009년 9월 23일 경기도교육청 지정 'YP시범학교' 보고회
- 2009년 12월 26일 교실 창호 교체 실시
- 2010년 8월 30일 본관건물 리모델링
- 2011년 2월 9일 다목적복합시설 기공식
- 2012년 2월 9일 물향기문화체육센터 개관식
- 2013년 2월 15일 제64회 186명 졸업
- 2013년 3월 1일 34학급 편성(초등32, 통합학급2), 병설유치원 3
- 2013년 9월 1일 35대 한상진교장선생님 취임
- 2014년 2월 14일 제65회 175명 졸업(총 졸업생 6879명)
- 2014년 3월 1일 35학급 편성(초등 33, 통합학급 2), 병설유치원 3